# Jewgeni Michailowitsch Kreps
Jewgeni Michailowitsch Kreps (russisch Евгений Михайлович Крепс; * 19. Apriljul. / 1. Mai 1899greg. in St. Petersburg; † 4. Oktober 1985 in Jalta) war ein russisch-sowjetischer Physiologe und Hochschullehrer.

## Leben
Kreps war das zweite von vier Kindern des jüdischen Arztes Michail Kreps, zu dessen Patienten viele Prominente gehörten. Kreps besuchte wie sein älterer Bruder German die von Fürst Wjatscheslaw Nikolajewitsch Tenischew 1898 gegründete Tenischew-Schule, die 1900 als Handelsschule anerkannt wurde. Nach dem Schulabschluss 1916 begann er das Studium an der Militärmedizinischen Akademie in Petrograd.
Nach der Oktoberrevolution wurde das Leben der Familie Kreps schwierig. Mit einer Urlaubskarte der Roten Armee verbrachte der Student Kreps den Sommer 1918 bei einem Schulfreund auf einem Bauernhof bei Tscheljabinsk. Infolge des Bürgerkriegs konnte er nicht nach Petrograd zurückkehren und arbeitete in einem Kolchos. Als Kosaken der Freiwilligenarmee kamen, wurde Kreps zur Weißen Armee eingezogen und kam in die Ingenieur-Division der 6. Ural-Division. Im Februar 1919 kam er an die Front an der Belaja, wo er schwer verwundet wurde. Als er nach einigen Wochen das Krankenhaus verlassen konnte, überquerte er nachts mit einem Boot den Fluss und lief zu den Voraustruppen Michail Nikolajewitsch Tuchatschewskis über. Allerdings wurde er als Spion angesehen, zumal seine Urlaubskarte gefälscht sei. Immerhin wurde er nicht erschossen, sondern ins Hauptquartier der 6. Armee geschickt. Ihm wurde weiter nicht geglaubt, so dass er nach Simbirsk in die Sonderabteilung des Hauptquartiers der Ostfront kam. Als einer der verhörenden Tschekisten feststellte, dass er als Absolvent des Petrograder Forstinstituts seinen Bruder German kenne, erinnerte Kreps sich aufgrund seines hervorragenden Gedächtnisses an alle Freunde seines Bruders mit ihren Diplomarbeiten, obwohl er sie nie getroffen hatte. So konnte er den Tschekisten schließlich identifizieren, der ihn auf eigene Verantwortung mit nach Hause nahm und dann aus Petrograd die Bestätigung aller Angaben und der Echtheit der Urlaubskarte erhielt. Kreps durfte nun nicht an die Front, sondern wurde Apothekenhelfer in einem evakuierten Krankenhaus. Jedoch kam bald die Anordnung, alle Studenten an ihre Studienorte zurückzubringen, so dass Kreps nach Petrograd zurückkam.
Kreps studierte weiter an der Militärmedizinischen Akademie und wurde Mitarbeiter Iwan Petrowitsch Pawlows. Allerdings wurden die Studenten zur Typhusbekämpfung mobilisiert, und Kreps kam zur Baltischen Flotte. Bei der Niederschlagung des Kronstädter Matrosenaufstands 1921 gehörte er zur Sanitätsmotorradgruppe. Im Sommer 1921 war er Helfer in einer geographischen Expedition auf der Halbinsel Kola. In Petrograd fing er herrenlose Hunde für Pawlows Institut für Experimentelle Medizin (IEM), um sie vor der Tötung zu bewahren. Im IEM war er Assistent Leon Abgarowitsch Orbelis.
An der Universität Petrograd (dann Universität Leningrad (LGU)) wurde Kreps Assistent an Iwan Iwanowitsch Schukows Lehrstuhl für Physiologie und Kolloidchemie. Daneben lehrte Kreps am Lehrstuhl für Physiologie der Militärmedizinischen Akademie. Ab 1923 leitete Kreps in der Murmansker Biologischen Station das Laboratorium für Physiologie. Er nahm an vielen wissenschaftlichen Expeditionen teil und wurde 1930 und 1931 als Gastwissenschaftler nach England und Norwegen abkommandiert.
Als 1933 die Murmansker Station geschlossen wurde, kam Kreps ins IEM zu Orbeli in die Abteilung für Evolutionsphysiologie. Kreps wurde 1933 verhaftet und kam nach einigen Monaten wieder frei. Dann eröffnete Kreps ein Laboratorium für vergleichende Physiologie und Biochemie in der Sewastopoler Biologischen Station.
Ab 1934 war Kreps Professor an der LGU. Am Ende dieses Jahres wurde er auf der Basis seiner akkumulierten Arbeiten zum Doktor der biologischen Wissenschaften promoviert.
Während des Großen Terrors wurde Kreps 1937 wieder verhaftet und zu 5 Jahren Lagerhaft verurteilt. Über Wladiwostok kam er im Dezember 1939 an die Kolyma und arbeitete im Bergwerk. Im März 1940 wurde er nach Magadan verlegt zur Arbeit im Krankenhaus. Dank der Bemühungen Orbelis wurde das Kreps-Urteil überprüft und mangels Beweisen aufgehoben. 1940 und 1941 lebte und arbeitete Kreps in Luga, wo er wissenschaftlich tätig sein konnte.
Ab 1941 arbeitete Kreps in dem aus dem IEM entstandenen Pawlow-Institut für Physiologie in Leningrad, das während des Deutsch-Sowjetischen Kriegs mit der Leningrader Blockade nach Kasan evakuiert worden war.
Kreps wurde 1946 zum Korrespondierenden Mitglied und 1966 zum Vollmitglied der Akademie der Wissenschaften der UdSSR (AN-SSSR, seit 1991 Russische Akademie der Wissenschaften (RAN)) gewählt.
Von 1960 bis 1975 war Kreps Direktor des 1956 von Orbeli gegründeten Setschenow-Instituts für Evolutionsphysiologie, das nach Orbelis Tod 1958 zunächst von Alexander Grigorjewitsch Ginezinski geleitet wurde. Nach Kreps wurde Wladimir Alexandrowitsch Gowyrin Direktor dieses Instituts.
Kreps widmete sich den Problemen der vergleichenden Physiologie und der Biochemie des Nervensystems. Er stellte fest, dass die Aktivität der Enzyme durch das zentrale Nervensystem reguliert wird. Er leitete die Untersuchungen der besonderen Effekte der Arbeit der Taucher auf ihre Physiologie. Er entwickelte Methoden zur Untersuchung der Korrelation der Evolution der Meerestiere mit der allgemeinen Evolution.
Kreps war in den 1920er Jahren mit der Hydrobiologin Jewpraksija Fjodorowna Gurjanowa verheiratet.
Kreps wurde in Leningrad auf dem Bogoslowskoje-Friedhof begraben.

## Ehrungen, Preise
- Orden des Roten Banners der Arbeit (1945)
- Leninorden (1954, 1969, 1975)
- Ehrenmitglied und Purkyně-Medaille der Tschechoslowakischen Purkyně-Gesellschaft für Medizin (1967)[4]
- Held der sozialistischen Arbeit (1969)[4]
- Orbeli-Preis der AN-SSSR (1971)[2]
- Pawlow-Goldmedaille der AN-SSSR (1982)[4]
- Staatspreis der UdSSR (1985 postum)